# Golden Raspberry Awards 1989
De Golden Raspberry Awards 1989 was het tiende evenement rondom de uitreiking van de Golden Raspberry Awards. De uitreiking werd gehouden op 25 maart 1990 in het Hollywood Roosevelt Hotel voor de slechtste prestaties binnen de filmindustrie van 1989.
Vanwege het 10-jarig jubileum van de prijs werden er tijdens de cermonie ook extra prijzen uitgereikt voor de slechtste prestaties binnen de filmindustrie van de afgelopen tien jaar. Er werd dit jaar echter geen prijs uitgereikt voor de slechtste nieuwe ster uit het afgelopen jaar.

## Genomineerden en winnaars
| "Winnaar"* |

| Categorie | Nominaties |
| --- | ---------- |
| Slechtste film |            |
| Star Trek V: The Final Frontier (Paramount), geproduceerd door Harve Bennett |            |
| Lock Up (TriStar Pictures), geproduceerd door Lawrence Gordon |            |
| Road House (United Artists), geproduceerd door Joel Silver |            |
| Speed Zone! (Orion), geproduceerd door Murray Shostack |            |
| The Karate Kid Part III (Columbia), geproduceerd door Jerry Weintraub |            |
| Slechtste acteur |            |
| William Shatner in Star Trek V: The Final Frontier |            |
| Patrick Swayze in Next of Kin en Road House |            |
| Ralph Macchio in The Karate Kid, Part III |            |
| Sylvester Stallone in Lock Up en Tango & Cash |            |
| Tony Danza in She's Out of Control |            |
| Slechtste actrice |            |
| Heather Locklear in The Return of Swamp Thing |            |
| Ally Sheedy in Heart of Dixie |            |
| Brigitte Nielsen in Bye Bye Baby |            |
| Jane Fonda in Old Gringo |            |
| Paulina Porizkova in Her Alibi |            |
| Slechtste mannelijke bijrol |            |
| Christopher Atkins in Listen to Me |            |
| Ben Gazzara in Road House |            |
| DeForest Kelley in Star Trek V: The Final Frontier |            |
| Donald Sutherland in Lock Up |            |
| Noriyuki "Pat" Morita in The Karate Kid, Part III |            |
| Slechtste vrouwelijke bijrol |            |
| Brooke Shields (als zichzelf) in Speed Zone! |            |
| Angelyne in Earth Girls Are Easy |            |
| Anne Bancroft in Bert Rigby, You're a Fool |            |
| Madonna in Bloodhounds of Broadway |            |
| Kurt Russell in Tango & Cash |            |
| Slechtste regisseur |            |
| William Shatner voor Star Trek V: The Final Frontier |            |
| Eddie Murphy voor Harlem Nights |            |
| Jim Drake voor Speed Zone! |            |
| John G. Avildsen voor The Karate Kid, Part III |            |
| Rowdy Herrington voor Road House |            |
| Slechtste scenario |            |
| Harlem Nights, geschreven door Eddie Murphy |            |
| Road House, scenario door David Lee Henry en Hilary Henkin, verhaal door David Lee Henry                                                                                           |            |
| Star Trek V: The Final Frontier, scenario door David Loughery, verhaal door William Shatner & Harve Bennett & David Loughery, gebaseerd op een televisieserie van Gene Roddenberry |            |
| Tango & Cash, geschreven door Randy Feldman |            |
| The Karate Kid, Part III, geschreven door Robert Mark Kamen, gebaseerd op personages ontworpen door Robert Mark Kamen                                                              |            |
| Slechtste originele lied |            |
| "Bring Your Daughter... to the Slaughter" uit A Nightmare on Elm Street 5: The Dream Child, geschreven door Bruce Dickinson                                                        |            |
| "Let's Go!" uit A Nightmare on Elm Street 5: The Dream Child, geschreven door Mohanndas Dewese                                                                                     |            |
| Pet Sematary" uit Pet Sematary, geschreven door Dee Dee Ramone en Daniel Rey |            |
| Slechtste film van het decennium |            |
| Mommie Dearest (1981, Paramount) |            |
| Bolero (1984, Cannon Films) |            |
| Howard the Duck (1986, Universal) |            |
| Star Trek V: The Final Frontier (1989, Paramount) |            |
| The Lonely Lady (1983, Universal) |            |
| Slechtste acteur van het decennium |            |
| Sylvester Stallone, voor Cobra, Lock Up, Over the Top, Rambo: First Blood Part II, Rambo III, Rocky IV, Rhinestone en Tango & Cash                                                 |            |
| Christopher Atkins voor The Blue Lagoon, A Night in Heaven, Listen to Me en The Pirate Movie                                                                                       |            |
| John Travolta voor The Experts, Perfect, Staying Alive en Two of a Kind |            |
| Prince voor Under the Cherry Moon |            |
| Ryan O'Neal voor Fever Pitch, Partners, So Fine en Tough Guys Don't Dance |            |
| Slechtste actrice van het decennium |            |
| Bo Derek voor Bolero en Tarzan, the Ape Man |            |
| Brooke Shields voor The Blue Lagoon, Endless Love, Sahara en Speed Zone! |            |
| Faye Dunaway voor The First Deadly Sin, Mommie Dearest, Supergirl en The Wicked Lady                                                                                               |            |
| Madonna voor Shanghai Surprise en Who's That Girl |            |
| Pia Zadora voor The Lonely Lady en Butterfly |            |
| Slechtste nieuwe ster van het decennium |            |
| Pia Zadora voor The Lonely Lady en Butterfly |            |
| Diana Scarwid voor Mommie Dearest, Psycho III en Strange Invaders |            |
| Christopher Atkins voor The Blue Lagoon, A Night in Heaven, Listen to Me en The Pirate Movie                                                                                       |            |
| Madonna voor Shanghai Surprise en Who's That Girl |            |
| Prince voor Under the Cherry Moon |            |